# Pam Bristol Brady
Pam Bristol Brady (* 1953 in Flint, Michigan, geborene Pam Stockton) ist eine ehemalige US-amerikanische Badmintonspielerin.

## Karriere
Pam Brady gewann unter ihrem Geburtsnamen Stockton 1971 zwei Titel bei den offen ausgetragenen südafrikanischen Meisterschaften. In ihrer Heimat siegte sie 19 Mal bei den nationalen Titelkämpfen. Bei den Panamerikameisterschaften erkämpfte sie sich zwei Titel.

## Erfolge
| Saison | Veranstaltung                 | Disziplin   | Platz | Name                               |
| ------ | ----------------------------- | ----------- | ----- | ---------------------------------- |
| 1971   | Südafrikanische Meisterschaft | Damendoppel | 1     | Pam Stockton / Caroline Hein       |
| 1971   | Südafrikanische Meisterschaft | Dameneinzel | 1     | Pam Stockton                       |
| 1972   | USA: Einzelmeisterschaften    | Dameneinzel | 1     | Pam Bristol Brady                  |
| 1972   | USA: Einzelmeisterschaften    | Mixed       | 1     | Thomas Carmichael sen. / Pam Brady |
| 1972   | USA: Einzelmeisterschaften    | Damendoppel | 1     | P. Bretzke / Pam Brady             |
| 1973   | US Open                       | Damendoppel | 1     | Pam Brady / Diane Hales            |
| 1973   | USA: Einzelmeisterschaften    | Damendoppel | 1     | Pam Brady / Diane Hales            |
| 1974   | USA: Einzelmeisterschaften    | Damendoppel | 1     | Pam Brady / Diane Hales            |
| 1976   | USA: Einzelmeisterschaften    | Damendoppel | 1     | Pam Brady / Rosine Lemon           |
| 1976   | USA: Einzelmeisterschaften    | Dameneinzel | 1     | Pam Brady                          |
| 1977   | Panamerikameisterschaft       | Damendoppel | 1     | Pam Bristol Brady / Judianne Kelly |
| 1977   | USA: Einzelmeisterschaften    | Mixed       | 1     | Bruce Pontow / Pam Brady           |
| 1977   | USA: Einzelmeisterschaften    | Dameneinzel | 1     | Pam Brady                          |
| 1977   | Panamerikameisterschaft       | Mixed       | 1     | Bruce Pontow / Pam Bristol Brady   |
| 1978   | USA: Einzelmeisterschaften    | Mixed       | 1     | Bruce Pontow / Pam Brady           |
| 1979   | USA: Einzelmeisterschaften    | Dameneinzel | 1     | Pam Brady                          |
| 1979   | USA: Einzelmeisterschaften    | Damendoppel | 1     | Pam Brady / Judianne Kelly         |
| 1980   | USA: Einzelmeisterschaften    | Damendoppel | 1     | Pam Brady / Judianne Kelly         |
| 1981   | USA: Einzelmeisterschaften    | Damendoppel | 1     | Pam Brady / Judianne Kelly         |
| 1981   | USA: Einzelmeisterschaften    | Mixed       | 1     | Danny Brady / Pam Brady            |
| 1982   | USA: Einzelmeisterschaften    | Damendoppel | 1     | Pam Brady / Judianne Kelly         |
| 1982   | USA: Einzelmeisterschaften    | Mixed       | 1     | Danny Brady / Pam Brady            |
| 1983   | USA: Einzelmeisterschaften    | Damendoppel | 1     | Pam Brady / Judianne Kelly         |
| 1984   | USA: Einzelmeisterschaften    | Damendoppel | 1     | Pam Brady / Monica Ortez           |
| 1985   | USA: Einzelmeisterschaften    | Damendoppel | 1     | Pam Brady / Judianne Kelly         |